# Amici di Maria De Filippi (tredicesima edizione, fase serale)
La tredicesima edizione del talent show musicale Amici di Maria De Filippi è andata in onda nella sua fase serale dal 29 marzo al 27 maggio 2014 in prima serata su Canale 5 per dieci puntate con la conduzione di Maria De Filippi. Le prime cinque puntate insieme alla settima e all'ottava puntata sono andate in onda di sabato, la sesta e la nona puntata sono andate in onda di domenica, mentre la finale è andata in onda di martedì.
Solo la finale, trasmessa il 27 maggio, è andata in onda in diretta e con il televoto. Le altre puntate sono state registrate il lunedì tranne la semifinale il martedì. La sigla d'apertura di quest'edizione, cantata dei ragazzi, è stata This Is What It Feels Like di Armin van Buuren, la canzone usata per accogliere gli ospiti è stata Try di Pink, mentre la canzone per l'entrata in studio della giuria è stata Charlie Brown dei Coldplay. Inizialmente erano previste 9 puntate, ma per via dei buoni ascolti i vertici Mediaset hanno prolungato di 1 puntata. Per questo motivo la finale ha avuto solo 3 finalisti. Il 7 giugno 2014 è andato in onda Il meglio di Amici dove i tre finalisti hanno ripercorso i momenti salienti del serale.
| Vincitori            | Vincitori         |
| Amici 13             | Deborah Iurato    |
| -------------------- | ----------------- |
| Danza                | Vincenzo Durevole |
| Premio della Critica | Dear Jack         |

## Regolamento
Il regolamento vuole che i ragazzi, divisi in due squadre, capeggiate da altrettanti direttori artistici, si affrontino in sfide sottoposte al giudizio di una Giuria di Qualità. Al termine di ogni sfida, tre concorrenti vengono posti a rischio di eliminazione. I tre nomi vengono decisi dal direttore artistico, dai componenti e dai professori della squadra vincente. A questo punto, il coach della squadra perdente deve decidere chi salvare. I due concorrenti rimasti vengono valutati dai professori di squadra, che, a maggioranza, decidono chi deve lasciare il programma (essendo quattro i professori di ogni squadra, un professore a puntata non voterà, per evitare eventuali pareggi): dalla quinta puntata, questa fase avviene tramite ballottaggio tra i due concorrenti uscenti in ogni partita. La produzione fa propria la possibilità di decidere, di puntata in puntata, il numero degli eliminati: due dalla prima alla quarta; uno, a seguire. Si ritorna al vincitore unico che vincerà 150 000 €, anche se il primo classificato della categoria perdente verrà ugualmente premiato con un "premio-consolazione" di 50 000 €. Anche quest'anno Fanta sponsorizza il premio della critica assegnato dai giornalisti del valore di 50 000 €.

## Concorrenti
In questa edizione i concorrenti ammessi al serale sono 16, così divisi:
| Squadra Bianca | Squadra Bianca | Squadra Bianca |                     | Squadra Blu                                                                                    | Squadra Blu                                                                                    | Squadra Blu                                                                                    |
| Direttore Artistico                                                                                                 | Direttore Artistico                                                                                                 | Direttore Artistico                                                                                                 | Direttore Artistico | Direttore Artistico                                                                            | Direttore Artistico                                                                            | Direttore Artistico                                                                            |
| --- | --- | --- | ------------------- | ---------------------------------------------------------------------------------------------- | ---------------------------------------------------------------------------------------------- | ---------------------------------------------------------------------------------------------- |
| - Moreno donadoni                                                                                                   | - Moreno donadoni                                                                                                   | - Moreno donadoni                                                                                                   |                     | - Miguel Bosé                                                                                  | - Miguel Bosé                                                                                  | - Miguel Bosé                                                                                  |
| Professori | | |                     |                                                                                                |                                                                                                |                                                                                                |
| - Alessandra Celentano (ballo) - Grazia Di Michele (canto) - Carlo Di Francesco (canto) - Veronica Peparini (ballo) | - Alessandra Celentano (ballo) - Grazia Di Michele (canto) - Carlo Di Francesco (canto) - Veronica Peparini (ballo) | - Alessandra Celentano (ballo) - Grazia Di Michele (canto) - Carlo Di Francesco (canto) - Veronica Peparini (ballo) |                     | - Klaus Bonoldi (canto) - Rudy Zerbi (canto) - Garrison Rochelle (ballo) - Kledi Kadiu (ballo) | - Klaus Bonoldi (canto) - Rudy Zerbi (canto) - Garrison Rochelle (ballo) - Kledi Kadiu (ballo) | - Klaus Bonoldi (canto) - Rudy Zerbi (canto) - Garrison Rochelle (ballo) - Kledi Kadiu (ballo) |
| Concorrenti | | |                     |                                                                                                |                                                                                                |                                                                                                |
| Posizione | Nome | Disciplina |                     | Posizione                                                                                      | Nome                                                                                           | Disciplina                                                                                     |
| 1 | Deborah Iurato | canto |                     | 2                                                                                              | Dear Jack (Alessio Bernabei)                                                                   | band                                                                                           |
| 3 | Vincenzo Durevole                                                                                                   | latino |                     | 4                                                                                              | Christian Pace                                                                                 | ballo                                                                                          |
| 7 | Paolo Macagnino | canto |                     | 5                                                                                              | Giada Agasucci                                                                                 | canto                                                                                          |
| 8 | Lorenzo Del Moro | ballo |                     | 6                                                                                              | Nick Casciaro                                                                                  | canto                                                                                          |
| 10 | Carboidrati (Pasquale Sculco)                                                                                       | band |                     | 9                                                                                              | Oscar Valdeès Carmenates                                                                       | ballo                                                                                          |
| 11 | Federica Rigoli | ballo |                     | 13                                                                                             | Denny Lahome (Dennis Angeloni)                                                                 | rap                                                                                            |
| 12 | Knef (Matthew Totaro)                                                                                               | crew |                     | 14                                                                                             | Sara Mattei                                                                                    | canto                                                                                          |
| 15 | Miriam Masala | canto |                     | 16                                                                                             | Giacomo Castellana                                                                             | ballo                                                                                          |

## Tabellone delle eliminazioni
Legenda:

  W   Vittoria squadra Bianca

   B    Vittoria squadra Blu

Candidato/a all'eliminazione:

 dal direttore artistico della squadra avversaria

 dai professori della squadra avversaria

 dalla squadra bianca

 dalla squadra blu

 forzatamente

     Salvato/a dal direttore artistico

     Salvato/a dai professori

     Eliminato/a

     In ballottaggio

     Non partecipa alla partita perché in ballottaggio

     Vince il ballottaggio ed è salvo/a

N/A Non sottoposto/a a ballottaggio o non partecipa alla sfida in finale

     Finalista/Vince la sfida in finale

     Primo classificato della categoria perdente

     Vincitrice

|            |             | 29/03      | 29/03      | 29/03                  | 29/03                  | 05/04                  | 05/04                  | 05/04                  | 05/04                  | 12/04                  | 12/04                  | 12/04                  | 12/04                  | 19/04                  | 19/04                  | 19/04                  | 19/04                  | 26/04                  | 26/04                  | 26/04                  | 26/04                  | 26/04                  | 04/05                  | 04/05                  | 04/05                  | 04/05                  | 04/05                  | 10/05                  | 10/05                  | 10/05                  | 10/05                  | 10/05                  | 17/05                  | 17/05                  | 17/05                  | 17/05                  | 17/05                  | 25/05                  | 25/05                  | 25/05                  | 25/05                  | 25/05                  | 27/05                  | 27/05                  | 27/05                  | Disciplina |
| 1ª PUNTATA | 1ª PUNTATA  | 1ª PUNTATA | 1ª PUNTATA | 2ª PUNTATA             | 2ª PUNTATA             | 2ª PUNTATA             | 2ª PUNTATA             | 3ª PUNTATA             | 3ª PUNTATA             | 3ª PUNTATA             | 3ª PUNTATA             | 4ª PUNTATA             | 4ª PUNTATA             | 4ª PUNTATA             | 4ª PUNTATA             | 5ª PUNTATA             | 5ª PUNTATA             | 5ª PUNTATA             | 5ª PUNTATA             | 5ª PUNTATA             | 6ª PUNTATA             | 6ª PUNTATA             | 6ª PUNTATA             | 6ª PUNTATA             | 6ª PUNTATA             | 7ª PUNTATA             | 7ª PUNTATA             | 7ª PUNTATA             | 7ª PUNTATA             | 7ª PUNTATA             | 8ª PUNTATA             | 8ª PUNTATA             | 8ª PUNTATA             | 8ª PUNTATA             | 8ª PUNTATA             | SEMIFINALE             | SEMIFINALE             | SEMIFINALE             | SEMIFINALE             | SEMIFINALE             | FINALE                 | FINALE                 | FINALE                 |                        |                        | Disciplina |
| ---------- | ----------- | ---------- | ---------- | ---------------------- | ---------------------- | ---------------------- | ---------------------- | ---------------------- | ---------------------- | ---------------------- | ---------------------- | ---------------------- | ---------------------- | ---------------------- | ---------------------- | ---------------------- | ---------------------- | ---------------------- | ---------------------- | ---------------------- | ---------------------- | ---------------------- | ---------------------- | ---------------------- | ---------------------- | ---------------------- | ---------------------- | ---------------------- | ---------------------- | ---------------------- | ---------------------- | ---------------------- | ---------------------- | ---------------------- | ---------------------- | ---------------------- | ---------------------- | ---------------------- | ---------------------- | ---------------------- | ---------------------- | ---------------------- | ---------------------- | ---------------------- | ---------------------- | ---------- |
| Vittoria   | Vittoria    | W          | W          | B                      | B                      | W                      | W                      | W                      | W                      | B                      | B                      | B                      | B                      | B                      | B                      | W                      | W                      | B                      | B                      | W                      | W                      |                        | B                      | B                      | B                      | B                      |                        | W                      | W                      | B                      | B                      |                        | W                      | W                      | B                      | B                      |                        | W                      | W                      | B                      | B                      | FINALE                 | FINALE                 |                        |                        | Disciplina |
| Punteggio  | Punteggio   | 4          | 3          | 6                      | 1                      | 5                      | 2                      | 4                      | 3                      | 7                      | 0                      | 6                      | 1                      | 6                      | 1                      | 4                      | 3                      | 4                      | 3                      | 5                      | 2                      | 4                      | 3                      | 6                      | 1                      | 6                      | 1                      | 5                      | 2                      | 6                      | 1                      | 6                      | 1                      | 5                      | 2                      | 5                      | 2                      |                        |                        |                        | FINALE                 | FINALE                 | FINALE                 |                        |                        | Disciplina |
| 1          | Deborah     | [ N 3 ]    | [ N 3 ]    | -                      | -                      | [ N 3 ]                | [ N 3 ]                | [ N 3 ]                | [ N 3 ]                | -                      | -                      | -                      | -                      | -                      | -                      | [ N 4 ]                | [ N 4 ]                |                        |                        | [ N 5 ]                | [ N 5 ]                | N.D.                   | -                      | -                      |                        |                        | N.D.                   | [ N 6 ]                | [ N 6 ]                |                        |                        | N.D.                   | [ N 4 ]                | [ N 4 ]                |                        |                        |                        |                        |                        |                        |                        | N.D.                   |                        | 1ª                     | VINCITRICE             | canto      |
| 2          | Dear Jack   | -          | -          | [ N 7 ]                | [ N 7 ]                |                        |                        | -                      | -                      | [ N 7 ]                | [ N 7 ]                | [ N 8 ]                | [ N 8 ]                | [ N 9 ]                | [ N 9 ]                | -                      | -                      | [ N 9 ]                | [ N 9 ]                |                        |                        | N.D.                   | [ N 9 ]                | [ N 9 ]                |                        |                        | N.D.                   | -                      | -                      |                        |                        | N.D.                   | -                      | -                      |                        |                        | N.D.                   |                        |                        |                        |                        | N.D.                   | N.D.                   | 2º                     | SECONDI                | band       |
| 3          | Vincenzo    | [ N 3 ]    | [ N 3 ]    | -                      | -                      | [ N 3 ]                | [ N 3 ]                | [ N 3 ]                | [ N 3 ]                | -                      | -                      |                        |                        | -                      | -                      | [ N 4 ]                | [ N 4 ]                | -                      | -                      | [ N 5 ]                | [ N 5 ]                | N.D.                   |                        |                        |                        |                        |                        | [ N 6 ]                | [ N 6 ]                |                        |                        |                        | [ N 4 ]                | [ N 4 ]                |                        |                        | N.D.                   |                        |                        |                        |                        |                        |                        | TERZO                  | TERZO                  | latino     |
| 4          | Christian   | -          | -          | [ N 7 ]                | [ N 7 ]                | -                      | -                      | -                      | -                      | [ N 7 ]                | [ N 7 ]                | [ N 8 ]                | [ N 8 ]                | [ N 9 ]                | [ N 9 ]                |                        |                        | [ N 9 ]                | [ N 9 ]                | -                      | -                      | N.D.                   | [ N 9 ]                | [ N 9 ]                |                        |                        | N.D.                   |                        |                        |                        |                        | N.D.                   |                        |                        |                        |                        | N.D.                   |                        |                        |                        |                        |                        | ELIMINATO (Semifinale) | ELIMINATO (Semifinale) | ELIMINATO (Semifinale) | ballo      |
| 5          | Giada       | -          | -          | [ N 7 ]                | [ N 7 ]                | -                      | -                      |                        |                        | [ N 7 ]                | [ N 7 ]                | [ N 8 ]                | [ N 8 ]                | [ N 9 ]                | [ N 9 ]                | -                      | -                      | [ N 9 ]                | [ N 9 ]                |                        |                        | N.D.                   | [ N 9 ]                | [ N 9 ]                |                        |                        | N.D.                   |                        |                        |                        |                        | N.D.                   |                        |                        |                        |                        |                        | ELIMINATA (8ª Puntata) | ELIMINATA (8ª Puntata) | ELIMINATA (8ª Puntata) | ELIMINATA (8ª Puntata) | ELIMINATA (8ª Puntata) | ELIMINATA (8ª Puntata) | ELIMINATA (8ª Puntata) | ELIMINATA (8ª Puntata) | canto      |
| 6          | Nick        | -          | -          | [ N 7 ]                | [ N 7 ]                | -                      | -                      |                        |                        | [ N 7 ]                | [ N 7 ]                | [ N 8 ]                | [ N 8 ]                | [ N 9 ]                | [ N 9 ]                |                        |                        | [ N 9 ]                | [ N 9 ]                |                        |                        |                        | [ N 9 ]                | [ N 9 ]                |                        |                        | N.D.                   |                        |                        |                        |                        |                        | ELIMINATO (7ª Puntata) | ELIMINATO (7ª Puntata) | ELIMINATO (7ª Puntata) | ELIMINATO (7ª Puntata) | ELIMINATO (7ª Puntata) | ELIMINATO (7ª Puntata) | ELIMINATO (7ª Puntata) | ELIMINATO (7ª Puntata) | ELIMINATO (7ª Puntata) | ELIMINATO (7ª Puntata) | ELIMINATO (7ª Puntata) | ELIMINATO (7ª Puntata) | ELIMINATO (7ª Puntata) | canto      |
| 7          | Paolo       | [ N 3 ]    | [ N 3 ]    |                        |                        | [ N 3 ]                | [ N 3 ]                | [ N 3 ]                | [ N 3 ]                | -                      | -                      | -                      | -                      |                        |                        | [ N 4 ]                | [ N 4 ]                |                        |                        | [ N 5 ]                | [ N 5 ]                | N.D.                   |                        |                        |                        |                        |                        | ELIMINATO (6ª Puntata) | ELIMINATO (6ª Puntata) | ELIMINATO (6ª Puntata) | ELIMINATO (6ª Puntata) | ELIMINATO (6ª Puntata) | ELIMINATO (6ª Puntata) | ELIMINATO (6ª Puntata) | ELIMINATO (6ª Puntata) | ELIMINATO (6ª Puntata) | ELIMINATO (6ª Puntata) | ELIMINATO (6ª Puntata) | ELIMINATO (6ª Puntata) | ELIMINATO (6ª Puntata) | ELIMINATO (6ª Puntata) | ELIMINATO (6ª Puntata) | ELIMINATO (6ª Puntata) | ELIMINATO (6ª Puntata) | ELIMINATO (6ª Puntata) | canto      |
| 8          | Lorenzo     | [ N 3 ]    | [ N 3 ]    |                        |                        | [ N 3 ]                | [ N 3 ]                | [ N 3 ]                | [ N 3 ]                |                        |                        |                        |                        |                        |                        | [ N 4 ]                | [ N 4 ]                |                        |                        |                        |                        |                        | ELIMINATO (5ª Puntata) | ELIMINATO (5ª Puntata) | ELIMINATO (5ª Puntata) | ELIMINATO (5ª Puntata) | ELIMINATO (5ª Puntata) | ELIMINATO (5ª Puntata) | ELIMINATO (5ª Puntata) | ELIMINATO (5ª Puntata) | ELIMINATO (5ª Puntata) | ELIMINATO (5ª Puntata) | ELIMINATO (5ª Puntata) | ELIMINATO (5ª Puntata) | ELIMINATO (5ª Puntata) | ELIMINATO (5ª Puntata) | ELIMINATO (5ª Puntata) | ELIMINATO (5ª Puntata) | ELIMINATO (5ª Puntata) | ELIMINATO (5ª Puntata) | ELIMINATO (5ª Puntata) | ELIMINATO (5ª Puntata) | ELIMINATO (5ª Puntata) | ELIMINATO (5ª Puntata) | ELIMINATO (5ª Puntata) | ballo      |
| 9          | Oscar       | -          | -          | [ N 7 ]                | [ N 7 ]                | -                      | -                      | -                      | -                      | [ N 7 ]                | [ N 7 ]                | [ N 8 ]                | [ N 8 ]                | [ N 9 ]                | [ N 9 ]                |                        |                        | ELIMINATO (4ª Puntata) | ELIMINATO (4ª Puntata) | ELIMINATO (4ª Puntata) | ELIMINATO (4ª Puntata) | ELIMINATO (4ª Puntata) | ELIMINATO (4ª Puntata) | ELIMINATO (4ª Puntata) | ELIMINATO (4ª Puntata) | ELIMINATO (4ª Puntata) | ELIMINATO (4ª Puntata) | ELIMINATO (4ª Puntata) | ELIMINATO (4ª Puntata) | ELIMINATO (4ª Puntata) | ELIMINATO (4ª Puntata) | ELIMINATO (4ª Puntata) | ELIMINATO (4ª Puntata) | ELIMINATO (4ª Puntata) | ELIMINATO (4ª Puntata) | ELIMINATO (4ª Puntata) | ELIMINATO (4ª Puntata) | ELIMINATO (4ª Puntata) | ELIMINATO (4ª Puntata) | ELIMINATO (4ª Puntata) | ELIMINATO (4ª Puntata) | ELIMINATO (4ª Puntata) | ELIMINATO (4ª Puntata) | ELIMINATO (4ª Puntata) | ELIMINATO (4ª Puntata) | ballo      |
| 10         | Carboidrati | [ N 3 ]    | [ N 3 ]    | -                      | -                      | [ N 3 ]                | [ N 3 ]                | [ N 3 ]                | [ N 3 ]                | -                      | -                      | -                      | -                      |                        |                        | ELIMINATI (4ª Puntata) | ELIMINATI (4ª Puntata) | ELIMINATI (4ª Puntata) | ELIMINATI (4ª Puntata) | ELIMINATI (4ª Puntata) | ELIMINATI (4ª Puntata) | ELIMINATI (4ª Puntata) | ELIMINATI (4ª Puntata) | ELIMINATI (4ª Puntata) | ELIMINATI (4ª Puntata) | ELIMINATI (4ª Puntata) | ELIMINATI (4ª Puntata) | ELIMINATI (4ª Puntata) | ELIMINATI (4ª Puntata) | ELIMINATI (4ª Puntata) | ELIMINATI (4ª Puntata) | ELIMINATI (4ª Puntata) | ELIMINATI (4ª Puntata) | ELIMINATI (4ª Puntata) | ELIMINATI (4ª Puntata) | ELIMINATI (4ª Puntata) | ELIMINATI (4ª Puntata) | ELIMINATI (4ª Puntata) | ELIMINATI (4ª Puntata) | ELIMINATI (4ª Puntata) | ELIMINATI (4ª Puntata) | ELIMINATI (4ª Puntata) | ELIMINATI (4ª Puntata) | ELIMINATI (4ª Puntata) | ELIMINATI (4ª Puntata) | band       |
| 11         | Federica    | [ N 3 ]    | [ N 3 ]    | -                      | -                      | [ N 3 ]                | [ N 3 ]                | [ N 3 ]                | [ N 3 ]                |                        |                        |                        |                        | ELIMINATA (3ª Puntata) | ELIMINATA (3ª Puntata) | ELIMINATA (3ª Puntata) | ELIMINATA (3ª Puntata) | ELIMINATA (3ª Puntata) | ELIMINATA (3ª Puntata) | ELIMINATA (3ª Puntata) | ELIMINATA (3ª Puntata) | ELIMINATA (3ª Puntata) | ELIMINATA (3ª Puntata) | ELIMINATA (3ª Puntata) | ELIMINATA (3ª Puntata) | ELIMINATA (3ª Puntata) | ELIMINATA (3ª Puntata) | ELIMINATA (3ª Puntata) | ELIMINATA (3ª Puntata) | ELIMINATA (3ª Puntata) | ELIMINATA (3ª Puntata) | ELIMINATA (3ª Puntata) | ELIMINATA (3ª Puntata) | ELIMINATA (3ª Puntata) | ELIMINATA (3ª Puntata) | ELIMINATA (3ª Puntata) | ELIMINATA (3ª Puntata) | ELIMINATA (3ª Puntata) | ELIMINATA (3ª Puntata) | ELIMINATA (3ª Puntata) | ELIMINATA (3ª Puntata) | ELIMINATA (3ª Puntata) | ELIMINATA (3ª Puntata) | ELIMINATA (3ª Puntata) | ELIMINATA (3ª Puntata) | ballo      |
| 12         | Knef        | [ N 3 ]    | [ N 3 ]    | -                      | -                      | [ N 3 ]                | [ N 3 ]                | [ N 3 ]                | [ N 3 ]                |                        |                        | ELIMINATI (3ª Puntata) | ELIMINATI (3ª Puntata) | ELIMINATI (3ª Puntata) | ELIMINATI (3ª Puntata) | ELIMINATI (3ª Puntata) | ELIMINATI (3ª Puntata) | ELIMINATI (3ª Puntata) | ELIMINATI (3ª Puntata) | ELIMINATI (3ª Puntata) | ELIMINATI (3ª Puntata) | ELIMINATI (3ª Puntata) | ELIMINATI (3ª Puntata) | ELIMINATI (3ª Puntata) | ELIMINATI (3ª Puntata) | ELIMINATI (3ª Puntata) | ELIMINATI (3ª Puntata) | ELIMINATI (3ª Puntata) | ELIMINATI (3ª Puntata) | ELIMINATI (3ª Puntata) | ELIMINATI (3ª Puntata) | ELIMINATI (3ª Puntata) | ELIMINATI (3ª Puntata) | ELIMINATI (3ª Puntata) | ELIMINATI (3ª Puntata) | ELIMINATI (3ª Puntata) | ELIMINATI (3ª Puntata) | ELIMINATI (3ª Puntata) | ELIMINATI (3ª Puntata) | ELIMINATI (3ª Puntata) | ELIMINATI (3ª Puntata) | ELIMINATI (3ª Puntata) | ELIMINATI (3ª Puntata) | ELIMINATI (3ª Puntata) | ELIMINATI (3ª Puntata) | crew       |
| 13         | Denny       |            |            | [ N 7 ]                | [ N 7 ]                |                        |                        |                        |                        | ELIMINATO (2ª Puntata) | ELIMINATO (2ª Puntata) | ELIMINATO (2ª Puntata) | ELIMINATO (2ª Puntata) | ELIMINATO (2ª Puntata) | ELIMINATO (2ª Puntata) | ELIMINATO (2ª Puntata) | ELIMINATO (2ª Puntata) | ELIMINATO (2ª Puntata) | ELIMINATO (2ª Puntata) | ELIMINATO (2ª Puntata) | ELIMINATO (2ª Puntata) | ELIMINATO (2ª Puntata) | ELIMINATO (2ª Puntata) | ELIMINATO (2ª Puntata) | ELIMINATO (2ª Puntata) | ELIMINATO (2ª Puntata) | ELIMINATO (2ª Puntata) | ELIMINATO (2ª Puntata) | ELIMINATO (2ª Puntata) | ELIMINATO (2ª Puntata) | ELIMINATO (2ª Puntata) | ELIMINATO (2ª Puntata) | ELIMINATO (2ª Puntata) | ELIMINATO (2ª Puntata) | ELIMINATO (2ª Puntata) | ELIMINATO (2ª Puntata) | ELIMINATO (2ª Puntata) | ELIMINATO (2ª Puntata) | ELIMINATO (2ª Puntata) | ELIMINATO (2ª Puntata) | ELIMINATO (2ª Puntata) | ELIMINATO (2ª Puntata) | ELIMINATO (2ª Puntata) | ELIMINATO (2ª Puntata) | ELIMINATO (2ª Puntata) | rap        |
| 14         | Sara        |            |            | [ N 7 ]                | [ N 7 ]                |                        |                        | ELIMINATA (2ª Puntata) | ELIMINATA (2ª Puntata) | ELIMINATA (2ª Puntata) | ELIMINATA (2ª Puntata) | ELIMINATA (2ª Puntata) | ELIMINATA (2ª Puntata) | ELIMINATA (2ª Puntata) | ELIMINATA (2ª Puntata) | ELIMINATA (2ª Puntata) | ELIMINATA (2ª Puntata) | ELIMINATA (2ª Puntata) | ELIMINATA (2ª Puntata) | ELIMINATA (2ª Puntata) | ELIMINATA (2ª Puntata) | ELIMINATA (2ª Puntata) | ELIMINATA (2ª Puntata) | ELIMINATA (2ª Puntata) | ELIMINATA (2ª Puntata) | ELIMINATA (2ª Puntata) | ELIMINATA (2ª Puntata) | ELIMINATA (2ª Puntata) | ELIMINATA (2ª Puntata) | ELIMINATA (2ª Puntata) | ELIMINATA (2ª Puntata) | ELIMINATA (2ª Puntata) | ELIMINATA (2ª Puntata) | ELIMINATA (2ª Puntata) | ELIMINATA (2ª Puntata) | ELIMINATA (2ª Puntata) | ELIMINATA (2ª Puntata) | ELIMINATA (2ª Puntata) | ELIMINATA (2ª Puntata) | ELIMINATA (2ª Puntata) | ELIMINATA (2ª Puntata) | ELIMINATA (2ª Puntata) | ELIMINATA (2ª Puntata) | ELIMINATA (2ª Puntata) | ELIMINATA (2ª Puntata) | canto      |
| 15         | Miriam      | [ N 3 ]    | [ N 3 ]    |                        |                        | ELIMINATA (1ª Puntata) | ELIMINATA (1ª Puntata) | ELIMINATA (1ª Puntata) | ELIMINATA (1ª Puntata) | ELIMINATA (1ª Puntata) | ELIMINATA (1ª Puntata) | ELIMINATA (1ª Puntata) | ELIMINATA (1ª Puntata) | ELIMINATA (1ª Puntata) | ELIMINATA (1ª Puntata) | ELIMINATA (1ª Puntata) | ELIMINATA (1ª Puntata) | ELIMINATA (1ª Puntata) | ELIMINATA (1ª Puntata) | ELIMINATA (1ª Puntata) | ELIMINATA (1ª Puntata) | ELIMINATA (1ª Puntata) | ELIMINATA (1ª Puntata) | ELIMINATA (1ª Puntata) | ELIMINATA (1ª Puntata) | ELIMINATA (1ª Puntata) | ELIMINATA (1ª Puntata) | ELIMINATA (1ª Puntata) | ELIMINATA (1ª Puntata) | ELIMINATA (1ª Puntata) | ELIMINATA (1ª Puntata) | ELIMINATA (1ª Puntata) | ELIMINATA (1ª Puntata) | ELIMINATA (1ª Puntata) | ELIMINATA (1ª Puntata) | ELIMINATA (1ª Puntata) | ELIMINATA (1ª Puntata) | ELIMINATA (1ª Puntata) | ELIMINATA (1ª Puntata) | ELIMINATA (1ª Puntata) | ELIMINATA (1ª Puntata) | ELIMINATA (1ª Puntata) | ELIMINATA (1ª Puntata) | ELIMINATA (1ª Puntata) | ELIMINATA (1ª Puntata) | canto      |
| 16         | Giacomo     |            |            | ELIMINATO (1ª Puntata) | ELIMINATO (1ª Puntata) | ELIMINATO (1ª Puntata) | ELIMINATO (1ª Puntata) | ELIMINATO (1ª Puntata) | ELIMINATO (1ª Puntata) | ELIMINATO (1ª Puntata) | ELIMINATO (1ª Puntata) | ELIMINATO (1ª Puntata) | ELIMINATO (1ª Puntata) | ELIMINATO (1ª Puntata) | ELIMINATO (1ª Puntata) | ELIMINATO (1ª Puntata) | ELIMINATO (1ª Puntata) | ELIMINATO (1ª Puntata) | ELIMINATO (1ª Puntata) | ELIMINATO (1ª Puntata) | ELIMINATO (1ª Puntata) | ELIMINATO (1ª Puntata) | ELIMINATO (1ª Puntata) | ELIMINATO (1ª Puntata) | ELIMINATO (1ª Puntata) | ELIMINATO (1ª Puntata) | ELIMINATO (1ª Puntata) | ELIMINATO (1ª Puntata) | ELIMINATO (1ª Puntata) | ELIMINATO (1ª Puntata) | ELIMINATO (1ª Puntata) | ELIMINATO (1ª Puntata) | ELIMINATO (1ª Puntata) | ELIMINATO (1ª Puntata) | ELIMINATO (1ª Puntata) | ELIMINATO (1ª Puntata) | ELIMINATO (1ª Puntata) | ELIMINATO (1ª Puntata) | ELIMINATO (1ª Puntata) | ELIMINATO (1ª Puntata) | ELIMINATO (1ª Puntata) | ELIMINATO (1ª Puntata) | ELIMINATO (1ª Puntata) | ELIMINATO (1ª Puntata) | ELIMINATO (1ª Puntata) | ballo      |

### Podio generale
|           |          |    |  |           |
|           |          |    |  | 4º        |
|           | Deborah  |    |  | Christian |
| Dear Jack | Deborah  |    |  |           |
| 1º        | Vincenzo |    |  |           |
| 1º        | Vincenzo | 2º |  |           |
| 1º        | 3º       |    |  |           |

### Podio canto
|           |         |    |  |      |
|           |         |    |  | 4º   |
|           | Deborah |    |  | Nick |
| Dear Jack | Deborah |    |  |      |
| 1º        | Giada   |    |  |      |
| 1º        | Giada   | 2º |  |      |
| 1º        | 3º      |    |  |      |

### Podio danza
|           |          |    |  |       |
|           |          |    |  | 4º    |
|           | Vincenzo |    |  | Oscar |
| Christian | Vincenzo |    |  |       |
| 1º        | Lorenzo  |    |  |       |
| 1º        | Lorenzo  | 2º |  |       |
| 1º        | 3º       |    |  |       |

## Tabellone delle esibizioni
Legenda:

     Prova vinta dai Bianchi.

     Prova vinta dai Blu.

N/A Per la sfida secretata non viene mostrato il risultato.

     Prova di canto

     Prova di ballo

     Prova mista

### 1ª puntata
La prima puntata del serale, registrata il 24 marzo 2014, è andata in onda il 29 marzo. La terza prova, di ogni partita, ha risultato secretato. 

#### Prima Partita
La prima partita, per 4-3, vede vittoriosa la squadra Bianca.
| PROVA    | SQUADRA BLU               | SQUADRA BLU            | PUNTI | PUNTI | SQUADRA BIANCA            | SQUADRA BIANCA   |
| -------- | ------------------------- | ---------------------- | ----- | ----- | ------------------------- | ---------------- |
| I        | Giada                     | If were a boy          | 0     | 1     | Ballo bianchi             | Corale           |
| II       | Miguel Bose e Renato Zero | Ovunque sarai          | 1     | 0     | Moreno e fiorella mannoia | Sempre sarai     |
| III      | OSCAR                     | Variazione Del corsaro | 0     | 3     | Deborah                   | Oggi sono io     |
| IV       | Canto blu                 | Somebody to love       | 1     | 0     | Canto bianchi             | Somebody to love |
| V        | Dear Jack                 | Margherita             | 0     | 1     | Federica                  | FU               |
| VITTORIA | SQUADRA BIANCA            | SQUADRA BIANCA         | 2     | 5     | GIACOMO                   | GIACOMO          |

#### Seconda Partita
La seconda partita viene vinta dai Blu per 5-2.
| PROVA    | SQUADRA BLU                | SQUADRA BLU                                 | PUNTI | PUNTI | SQUADRA BIANCA        | SQUADRA BIANCA      |
| -------- | -------------------------- | ------------------------------------------- | ----- | ----- | --------------------- | ------------------- |
| I        | Oscar                      | Comparata BALLO                             | 1     | 0     | Knef                  | Comparata BALLO     |
| II       | Alessio e Giada con i Modà | Medley Tappeto di fragole / La sua bellezza | 1     | 0     | Deborah con Anastacia | I'm Outta Love      |
| III      | Nick                       | When a man loves a woman                    | 2     | 1     | Lorenzo               | Tanto Tanto         |
| IV       | Christian                  | Formidable                                  | 1     | 0     | Vincenzo              | Candy               |
| V        | Giada e Denny              | Give me everything                          | 0     | 1     | Carboidrati           | Alla fiera dell'est |
| VITTORIA | SQUADRA BLU                | SQUADRA BLU                                 | 6     | 1     | MIRIAM                | MIRIAM              |

### 2ª puntata
La seconda puntata del serale, registrata il 31 marzo 2014, è andata in onda il 5 aprile. La terza prova, di ogni partita, ha risultato secretato. 

#### Prima Partita
La prima partita, per 5-2, vede vittoriosa la squadra Bianca.
| PROVA    | SQUADRA BLU             | SQUADRA BLU                  | PUNTI | PUNTI | SQUADRA BIANCA              | SQUADRA BIANCA  |
| -------- | ----------------------- | ---------------------------- | ----- | ----- | --------------------------- | --------------- |
| I        | Giada con Kylie Minogue | Can't get you out of my head | 0     | 1     | Moreno con Lorenzo e i Knef | Prova microfono |
| II       | Dear Jack               | La luce dell'est             | 0     | 1     | Deborah                     | Ave Maria       |
| III      | Christian               | Padam Padam                  | 0     | 3     | Vincenzo                    | Guarda che luna |
| IV       | Oscar                   | Diane e acteon               | 1     | 0     | Carboidrati                 | 4 marzo 1943    |
| V        | Canto Blu               | Corale                       | 1     | 0     | Ballo Bianchi               | Corale          |
| VITTORIA | SQUADRA BIANCA          | SQUADRA BIANCA               | 2     | 5     | SARA                        | SARA            |

#### Seconda Partita
La seconda partita viene vinta sempre dai Bianchi per 4-3.
| PROVA    | SQUADRA BLU             | SQUADRA BLU                                            | PUNTI | PUNTI | SQUADRA BIANCA    | SQUADRA BIANCA            |
| -------- | ----------------------- | ------------------------------------------------------ | ----- | ----- | ----------------- | ------------------------- |
| I        | Dear Jack               | Charlie fa surf                                        | 0     | 1     | Paolo             | Who wants to live forever |
| II       | Giada                   | XO                                                     | 1     | 0     | Federica          | When I was your man       |
| III      | Squadra Blu             | Ballo corale                                           | 1     | 2     | Deborah con Birdy | People Help the People    |
| IV       | Giada e Nick            | The lady is a tramp                                    | 1     | 0     | Lorenzo           | Counting stars            |
| V        | Giada e Denny con Fedez | Medley Cigno nero / Alfonso Signorini (eroe nazionale) | 0     | 1     | Paolo e Deborah   | One night only            |
| VITTORIA | SQUADRA BIANCA          | SQUADRA BIANCA                                         | 3     | 4     | DENNY             | DENNY                     |

### 3ª puntata
La terza puntata del serale, registrata il 7 aprile 2014, è andata in onda il 12 aprile. La terza prova, di ogni partita, ha risultato secretato.

#### Prima Partita
La prima partita, per 7-0, vede vittoriosa la squadra Blu.
| PROVA    | SQUADRA BLU       | SQUADRA BLU                                          | PUNTI | PUNTI | SQUADRA BIANCA             | SQUADRA BIANCA                   |
| -------- | ----------------- | ---------------------------------------------------- | ----- | ----- | -------------------------- | -------------------------------- |
| I        | Canto Blu         | Corale                                               | 1     | 0     | Vincenzo                   | Blurred Lines                    |
| II       | Christian         | COMPARATA                                            | 1     | 0     | Knef                       | COMPARATA                        |
| III      | Alessio con Elisa | Medley Eppure sentire / Anche se non trovi le parole | 3     | 0     | Deborah con Gianni Morandi | Solo insieme saremo felici       |
| IV       | Ballo Blu         | Corale                                               | 1     | 0     | Paolo                      | These boots are made for walking |
| V        | Nick              | Amazing Grace                                        | 1     | 0     | Ballo Bianchi              | Corale                           |
| VITTORIA | SQUADRA BLU       | SQUADRA BLU                                          | 7     | 0     | KNEF                       | KNEF                             |

#### Seconda Partita
La seconda partita viene vinta sempre dai Blu per 6-1.
| PROVA    | SQUADRA BLU                 | SQUADRA BLU          | PUNTI | PUNTI | SQUADRA BIANCA            | SQUADRA BIANCA       |
| -------- | --------------------------- | -------------------- | ----- | ----- | ------------------------- | -------------------- |
| I        | Christian                   | Un anno d'amore      | 0     | 1     | Deborah                   | Proud Mary           |
| II       | Dear Jack                   | Arriverà             | 1     | 0     | Lorenzo                   | Dark Horse           |
| III      | Nick con Alessandra Amoroso | Difendimi per sempre | 3     | 0     | Paolo con Francesco Renga | Vivendo adesso       |
| IV       | Christian                   | Albachiara           | 1     | 0     | Carboidrati               | Cuccurucucù          |
| V        | Alessio e Giada             | You've got a friend  | 1     | 0     | Lorenzo                   | A beautiful that way |
| VITTORIA | SQUADRA BLU                 | SQUADRA BLU          | 6     | 1     | FEDERICA                  | FEDERICA             |

### 4ª puntata
La quarta puntata del serale, registrata il 14 aprile 2014, è andata in onda il 19 aprile. La terza prova, di ogni partita, ha risultato secretato.

#### Prima Partita
La prima partita, per 6-1, vede vittoriosa la squadra Blu.
| PROVA    | SQUADRA BLU                       | SQUADRA BLU                                                     | PUNTI | PUNTI | SQUADRA BIANCA           | SQUADRA BIANCA                        |
| -------- | --------------------------------- | --------------------------------------------------------------- | ----- | ----- | ------------------------ | ------------------------------------- |
| I        | Alessio e Giada con Marco Mengoni | Medley In un giorno qualunque / Pronto a correre / L'essenziale | 1     | 0     | Deborah e Paolo con Emma | Medley Calore / Amami / Cercavo amore |
| II       | Nick                              | Sway                                                            | 1     | 0     | Ballo Bianchi            | Corale                                |
| III      | Christian                         | Tempesta di mare                                                | 3     | 0     | Deborah                  | Anche un uomo                         |
| IV       | Dear Jack                         | Pensiero                                                        | 0     | 1     | Carboidrati              | Dormi e sogna                         |
| V        | Canto Blu                         | Corale                                                          | 1     | 0     | Lorenzo                  | La differenza tra me e te             |
| VITTORIA | SQUADRA BLU                       | SQUADRA BLU                                                     | 6     | 1     | CARBOIDRATI              | CARBOIDRATI                           |

#### Seconda Partita
La seconda partita viene vinta dai Bianchi per 4-3.
| PROVA    | SQUADRA BLU              | SQUADRA BLU                                  | PUNTI | PUNTI | SQUADRA BIANCA   | SQUADRA BIANCA             |
| -------- | ------------------------ | -------------------------------------------- | ----- | ----- | ---------------- | -------------------------- |
| I        | Oscar                    | La Bayadere                                  | 1     | 0     | Paolo            | Moves like jagger          |
| II       | Giada                    | E non finisce mica il cielo                  | 1     | 0     | Deborah e Moreno | Sempre sarai               |
| III      | Nick con Plácido Domingo | Medley What a wonderful world / Besame Mucho | 0     | 3     | Vincenzo         | I've got you under my skin |
| IV       | Christian                | L'anima vola                                 | 0     | 1     | Deborah          | I have nothing             |
| V        | Dear Jack                | Domani è un altro film                       | 0     | 1     | Vincenzo         | Overjoyed                  |
| VITTORIA | SQUADRA BIANCA           | SQUADRA BIANCA                               | 3     | 4     | OSCAR            | OSCAR                      |

### 5ª puntata
La quinta puntata del serale, registrata il 21 aprile 2014, è andata in onda il 26 aprile. La terza prova, di ogni partita, ha risultato secretato. La prima partita, per 4-3, vede vittoriosa la squadra Blu. La seconda partita viene vinta dai Bianchi con un punteggio di 5-2.

#### Prima Partita
| PROVA    | SQUADRA BLU                   | SQUADRA BLU               | PUNTI | PUNTI | SQUADRA BIANCA                    | SQUADRA BIANCA             |
| -------- | ----------------------------- | ------------------------- | ----- | ----- | --------------------------------- | -------------------------- |
| I        | Squadra Blu con Umberto Tozzi | COMPARATA                 | 0     | 1     | Squadra Bianca con Gigi D'Alessio | COMPARATA                  |
| II       | Giada                         | Una poesia anche per te   | 1     | 0     | Ballo Bianchi                     | Corale                     |
| III      | Dear Jack                     | Knockin' on heaven's door | 1     | 2     | Deborah e Moreno                  | Don't cry for me Argentina |
| IV       | Nick                          | Blue suede shoes          | 1     | 0     | Vincenzo                          | Tous les memes             |
| V        | Giada e Alessio               | The prayer                | 1     | 0     | Deborah e Paolo                   | Shook me all night long    |
| VITTORIA | SQUADRA BLU                   | SQUADRA BLU               | 4     | 3     | LORENZO                           | LORENZO                    |

#### Seconda Partita
| PROVA    | SQUADRA BLU                | SQUADRA BLU            | PUNTI | PUNTI | SQUADRA BIANCA      | SQUADRA BIANCA                            |
| -------- | -------------------------- | ---------------------- | ----- | ----- | ------------------- | ----------------------------------------- |
| I        | Christian                  | Alice in Wonderland    | 0     | 1     | Deborah             | Think                                     |
| II       | Nick e Miguel Bosè         | Bambù                  | 0     | 1     | Vincenzo            | Granada                                   |
| III      | Dear Jack con Luca Carboni | Vengo a vivere con te  | 0     | 3     | Deborah con Giorgia | Medley Pregherò / Quando una stella muore |
| IV       | Nick                       | You are so beautiful   | 1     | 0     | Paolo               | Roadhouse Blues                           |
| V        | Dear Jack                  | Domani è un altro film | 1     | 0     | Deborah             | Danzeremo a luci spente                   |
| VITTORIA | SQUADRA BIANCA             | SQUADRA BIANCA         | 2     | 5     | NICK                | NICK                                      |

#### Ballottaggio
| PROVA    | LORENZO           | NICK               |
| -------- | ----------------- | ------------------ |
| I        | Bohemian Rhapsody | It's a man's world |
| VITTORIA | NICK              | LORENZO            |

### 6ª puntata
La sesta puntata del serale, registrata il 28 aprile 2014, è andata in onda il 4 maggio. La terza prova, di ogni partita, ha risultato secretato.

#### Prima Partita
La prima partita, per 4-3, vede vittoriosa la squadra Blu.
| PROVA    | SQUADRA BLU                        | SQUADRA BLU                                 | PUNTI | PUNTI | SQUADRA BIANCA                    | SQUADRA BIANCA                                       |
| -------- | ---------------------------------- | ------------------------------------------- | ----- | ----- | --------------------------------- | ---------------------------------------------------- |
| I        | Giada                              | COMPARATA                                   | 1     | 0     | Deborah                           | COMPARATA                                            |
| II       | Nick                               | Sorry seems to be the hardest word          | 1     | 0     | Vincenzo                          | Caruso                                               |
| III      | Squadra Blu                        | Leave, Say it to me now (Once: The Musical) | 2     | 1     | Deborah                           | Deja vu (scat singing)                               |
| IV       | Giada e Alessio con Loredana Bertè | Medley Il mare d'inverno / Sei bellissima   | 0     | 1     | Squadra Bianca con Ornella Vanoni | Medley Una ragione di più / Domani è un altro giorno |
| V        | Christian                          | Losing my religion                          | 0     | 1     | Paolo                             | Smoke on the water                                   |
| VITTORIA | SQUADRA BLU                        | SQUADRA BLU                                 | 4     | 3     | PAOLO                             | PAOLO                                                |

#### Seconda Partita
La seconda partita viene vinta dai Blu per 6-1.
| PROVA    | SQUADRA BLU                  | SQUADRA BLU                                | PUNTI | PUNTI | SQUADRA BIANCA          | SQUADRA BIANCA                         |
| -------- | ---------------------------- | ------------------------------------------ | ----- | ----- | ----------------------- | -------------------------------------- |
| I        | Christian                    | Le tasche piene di sassi                   | 0     | 1     | Deborah                 | Bella senz'anima                       |
| II       | Giada                        | Almeno tu nell'universo                    | 1     | 0     | Vincenzo con Ana Arroyo | Carmen                                 |
| III      | Dear Jack                    | I still haven't found what I'm looking for | 3     | 0     | Deborah con Nek         | Medley Sei solo tu / Lascia che io sia |
| IV       | Giada con Antonello Venditti | Medley Amici mai / Notte prima degli esami | 1     | 0     | Vincenzo                | Je suis malade                         |
| V        | Christian                    | Eri piccola così                           | 1     | 0     | Vincenzo                | We've got the music                    |
| VITTORIA | SQUADRA BLU                  | SQUADRA BLU                                | 6     | 1     | VINCENZO                | VINCENZO                               |

#### Ballottaggio
| PROVA    | PAOLO                 | VINCENZO            |
| -------- | --------------------- | ------------------- |
| I        | Do Ya Think I'm Sexy? | Cheating            |
| II       | Panic Station         | Un, dos, tre, Maria |
| VITTORIA | VINCENZO              | PAOLO               |

### 7ª puntata
La settima puntata sel serale, registrata il 5 maggio, è andata in onda il 10 maggio. La terza prova, di ogni partita, ha risultato secretato.

#### Prima Partita
La prima partita, per 6-1, vede vittoriosa la squadra Bianca.
| PROVA    | SQUADRA BLU           | SQUADRA BLU                 | PUNTI | PUNTI | SQUADRA BIANCA              | SQUADRA BIANCA                           |
| -------- | --------------------- | --------------------------- | ----- | ----- | --------------------------- | ---------------------------------------- |
| I        | Canto Blu             | Corale                      | 0     | 1     | Squadra Bianca e Moreno     | Medley                                   |
| II       | Giada                 | Rather Be                   | 0     | 1     | Vincenzo                    | Medley                                   |
| III      | Christian             | Hey you                     | 0     | 3     | Deborah e Vincenzo          | Cu'mme                                   |
| IV       | Dear Jack             | C'era un ragazzo            | 1     | 0     | Vincenzo                    | Broadway ballet                          |
| V        | Nick con Mario Biondi | Medley My girl / Deep space | 0     | 1     | Deborah con Massimo Ranieri | Medley Vent'anni / Se bruciasse la città |
| VITTORIA | SQUADRA BIANCA        | SQUADRA BIANCA              | 1     | 6     | NICK                        | NICK                                     |

#### Seconda Partita
La seconda partita viene vinta dai Blu per 5-2.
| PROVA    | SQUADRA BLU       | SQUADRA BLU            | PUNTI | PUNTI | SQUADRA BIANCA | SQUADRA BIANCA       |
| -------- | ----------------- | ---------------------- | ----- | ----- | -------------- | -------------------- |
| I        | Christian         | L'anno che verrà       | 1     | 0     | Vincenzo       | Orobroy              |
| II       | Giada e Dear Jack | Fix you                | 1     | 0     | Moreno         | Semaforo Rosso       |
| III      | Giada             | Il cielo               | 1     | 2     | Deborah        | Set fire to the rain |
| IV       | Dear Jack         | A chi mi dice          | 1     | 0     | Vincenzo       | Fever                |
| V        | Dear Jack         | Domani è un altro film | 1     | 0     | Deborah        | Let it be            |
| VITTORIA | SQUADRA BLU       | SQUADRA BLU            | 5     | 2     | VINCENZO       | VINCENZO             |

#### Ballottaggio
| PROVA    | NICK              | VINCENZO                   |
| -------- | ----------------- | -------------------------- |
| I        | Hallelujah        | I've got you under my skin |
| II       | Niente paura      | Tous le memes              |
| III      | Right to be wrong | Buonasera signorina        |
| VITTORIA | VINCENZO          | NICK                       |

### 8ª puntata
L'ottava puntata del serale, registrata il 12 maggio 2014, è andata in onda il 17 maggio. La terza prova, di ogni partita, ha risultato secretato. 

#### Prima Partita
La prima partita, per 6-1, vede vittoriosa la squadra Bianca.
| PROVA    | SQUADRA BLU                  | SQUADRA BLU           | PUNTI | PUNTI | SQUADRA BIANCA      | SQUADRA BIANCA |
| -------- | ---------------------------- | --------------------- | ----- | ----- | ------------------- | -------------- |
| I        | Giada, Alessio e Miguel Bosè | Beautiful that way    | 1     | 0     | Deborah e Vincenzo  | Libertango     |
| II       | Christian                    | The show must go on   | 0     | 1     | Deborah             | The rose       |
| III      | Giada                        | Quando nasce un amore | 0     | 3     | Vincenzo            | Medley         |
| IV       | Giada e Alessio              | Beauty and the beast  | 0     | 1     | Deborah con Al Bano | Medley         |
| V        | Christian                    | 2046                  | 0     | 1     | Vincenzo            | Casanova       |
| VITTORIA | SQUADRA BIANCA               | SQUADRA BIANCA        | 1     | 6     | GIADA               | GIADA          |

#### Seconda Partita
La seconda partita viene vinta dai Blu per 6-1.
| PROVA    | SQUADRA BLU       | SQUADRA BLU            | PUNTI | PUNTI | SQUADRA BIANCA          | SQUADRA BIANCA           |
| -------- | ----------------- | ---------------------- | ----- | ----- | ----------------------- | ------------------------ |
| I        | Dear Jack         | Irresistibile          | 1     | 0     | Deborah con Moreno      | Io che non vivo          |
| II       | Christian         | La cura                | 1     | 0     | Vincenzo                | Sirtaki                  |
| III      | Dear Jack         | Solo                   | 3     | 0     | Squadra Bianca e Moreno | Sparkling Diamonds       |
| IV       | Christian         | La sua bellezza        | 1     | 0     | Vincenzo                | Bolero                   |
| V        | Alessio con Arisa | Meraviglioso amore mio | 0     | 1     | Deborah                 | Anche se fuori è inverno |
| VITTORIA | SQUADRA BLU       | SQUADRA BLU            | 6     | 1     | DEBORAH                 | DEBORAH                  |

#### Ballottaggio
| PROVA    | GIADA              | DEBORAH         |
| -------- | ------------------ | --------------- |
| I        | Halo               | Unconditionally |
| II       | Il nostro concerto | Natural Woman   |
| III      | Against all odds   | Cry baby        |
| IV       | Calling you        | Your love       |
| VITTORIA | DEBORAH            | GIADA           |

### Semifinale
La semifinale del serale, registrata il 20 maggio 2014, è andata in onda il 25 maggio. La terza prova, di ogni partita, ha risultato secretato.

#### Prima Partita
La prima partita, per 5-2, vede vittoriosa la squadra Bianca.
| PROVA    | SQUADRA BLU    | SQUADRA BLU              | PUNTI | PUNTI | SQUADRA BIANCA                | SQUADRA BIANCA                                   |
| -------- | -------------- | ------------------------ | ----- | ----- | ----------------------------- | ------------------------------------------------ |
| I        | Christian      | La tempesta di mare      | 1     | 0     | Moreno e Deborah con Annalisa | Medley Ferire per amare / Sento solo il presente |
| II       | Dear Jack      | Demons                   | 0     | 1     | Vincenzo                      | Il vecchio frack                                 |
| III      | Christian      | Mi sono innamorato di te | 0     | 3     | Deborah e Vincenzo            | La valigia dell'attore                           |
| IV       | Christian      | #thatPOWER               | 1     | 0     | Vincenzo                      | Medley Romeo e Giulietta                         |
| V        | Dear Jack      | The power of love        | 0     | 1     | Deborah                       | Hurt                                             |
| VITTORIA | SQUADRA BIANCA | SQUADRA BIANCA           | 2     | 5     | CHRISTIAN                     | CHRISTIAN                                        |

#### Seconda Partita
La seconda partita viene vinta dai Blu per 5-2.
| PROVA    | SQUADRA BLU                           | SQUADRA BLU                         | PUNTI | PUNTI | SQUADRA BIANCA   | SQUADRA BIANCA           |
| -------- | ------------------------------------- | ----------------------------------- | ----- | ----- | ---------------- | ------------------------ |
| I        | Dear Jack e Miguel Bosé               | Father and son                      | 1     | 0     | Vincenzo         | Conquer the space        |
| II       | Dear Jack                             | La pioggia è uno stato d'animo      | 0     | 1     | Deborah          | Anche se fuori è inverno |
| III      | Alessio e Bosé con Cristiano De André | Medley Marinella / Il cielo è vuoto | 3     | 0     | Vincenzo         | Meglio stasera           |
| IV       | Dear Jack                             | (Everything I do) I do it for you   | 0     | 1     | Deborah e Moreno | No potho reposare        |
| V        | Dear Jack                             | Domani è un altro film              | 1     | 0     | Deborah          | Paid my dues             |
| VITTORIA | SQUADRA BLU                           | SQUADRA BLU                         | 5     | 2     | VINCENZO         | VINCENZO                 |

#### Ballottaggio
| PROVA    | CHRISTIAN                        | VINCENZO                            |
| -------- | -------------------------------- | ----------------------------------- |
| I        | con Miguel Bosé La vie d'artiste | Broadway ballet                     |
| II       | Le tasche piene di sassi         | Orobroy                             |
| III      | In the shirt                     | La legenda del pianista sull'oceano |
| IV       | Padam                            | Quizás Quizás Quizás                |
| VITTORIA | VINCENZO                         | CHRISTIAN                           |

### Finale
La finale del serale è andata in onda mercoledì 25 maggio 2014.
- Deborah Iurato vince la tredicesima edizione di Amici e il premio di 150 000 euro.
- Vincenzo Durevole vince il premio della categoria Danza di 50 000 euro.
- Il premio della critica, anch'esso del valore di 50 000 euro viene assegnato ai Dear Jack.

#### Concorso per l'ordine d'esibizione
La giuria vota le esibizioni singole per determinare chi raggiungendo il punteggio inferiore, dovrà scegliere contro chi gareggiare nella prima sfida. Il concorrente designato è Vincenzo.
| SFIDANTI  | ESIBIZIONI                    | OSPITI             |
| --------- | ----------------------------- | ------------------ |
| Dear Jack | L'anima vola                  | Elisa              |
| Vincenzo  | Bellezza, incanto e nostalgia | Alessandra Amoroso |
| Deborah   | Non mi ami                    | Giorgia            |

#### Prima sfida
| PROVA    | VINCENZO            | DEBORAH                  | VANTAGGIO    |
| -------- | ------------------- | ------------------------ | ------------ |
| I        | La dolce vita       | Albergo a ore            | DEBORAH      |
| II       | Fever               | Anche se fuori è inverno | N.D.         |
| III      | Buonasera signorina | My immortal              | DEBORAH      |
| IV       | Amleto              | Una lunga storia d'amore | N.D.         |
| V        | Guarda che luna     | Get here                 | N.D.         |
| VI       | Candy               | And I Am Telling You     | N.D.         |
| TERZO    | VINCENZO 27%        | VINCENZO 27%             | VINCENZO 27% |
| VITTORIA | DEBORAH 73%         | DEBORAH 73%              | DEBORAH 73%  |

#### Finalissima
| PROVA      | DEBORAH                     | DEAR JACK                      | VANTAGGIO     |
| ---------- | --------------------------- | ------------------------------ | ------------- |
| I          | La donna cannone            | Arrivederci                    | N.D.          |
| II         | Canto anche se sono stonata | Domani è un altro film         | N.D.          |
| III        | The way we were             | Insieme a te sto bene          | DEBORAH       |
| IV         | Danzeremo a luci spente     | Ricomincio da me               | N.D.          |
| V          | Creep                       | Don't look back in anger       | N.D.          |
| VI         | Girl on fire                | Per averti                     | N.D.          |
| VII        | A volte capita              | La pioggia è uno stato d'animo | N.D.          |
| SECONDI    | DEAR JACK 49%               | DEAR JACK 49%                  | DEAR JACK 49% |
| VINCITRICE | DEBORAH 51%                 | DEBORAH 51%                    | DEBORAH 51%   |

## Giuria

### Giurati fissi
- Luca Argentero
- Gabry Ponte
- Sabrina Ferilli

#### Giurati d'eccezione
Nella tabella sono indicati i Giurati d'eccezione, ospiti speciali che nel corso delle diverse puntate han fatto parte della giuria di qualità e hanno giudicato le esibizioni delle due squadre. In particolare, avranno la possibilità di votare solo al termine della terza prova di ogni partita esprimendo due voti, mentre il resto della giuria esprimerà nella sua totalità un solo voto. Nella tabella che segue sono illustrate inoltre le preferenze espresse dai Giurati d'eccezione nella terza prova delle diverse partite. Durante la finale, che andrà in onda il 27 maggio, non ci sarà il giurato d'eccezione, gli unici giudici saranno i telespettatori grazie alla diretta e al televoto.
| Puntata | Data           | Giurato             | 1ª manche | 2ª manche |
| ------- | -------------- | ------------------- | --------- | --------- |
| 1       | 29 marzo 2014  | Matthew McConaughey | BIANCHI   | BLU       |
| 2       | 5 aprile 2014  | Robert De Niro      | BIANCHI   | BIANCHI   |
| 3       | 12 aprile 2014 | Gabriel Garko       | BLU       | BLU       |
| 4       | 19 aprile 2014 | Stefano Accorsi     | BLU       | BIANCHI   |
| 5       | 26 aprile 2014 | Riccardo Scamarcio  | BIANCHI   | BIANCHI   |
| 6       | 4 maggio 2014  | Biagio Antonacci    | BLU       | BLU       |
| 7       | 10 maggio 2014 | Raoul Bova          | BIANCHI   | BIANCHI   |
| 8       | 17 maggio 2014 | Gerry Scotti        | BIANCHI   | BLU       |
| 9       | 25 maggio 2014 | Christian De Sica   | BIANCHI   | BLU       |

## Ospiti
| Puntata    | Messa in onda  | Duettanti       | Duettanti        | Duettanti          | Duettanti          | Comici             | Comici             | Comici             | Ospiti            |
| ---------- | -------------- | --------------- | ---------------- | ------------------ | ------------------ | ------------------ | ------------------ | ------------------ | ----------------- |
| 1          | 29 marzo 2014  | Renato Zero     | Fiorella Mannoia | Anastacia          | Modà               | Checco Zalone      | Checco Zalone      | Checco Zalone      | Emma Marrone      |
| 2          | 5 aprile 2014  | Kylie Minogue   | Kylie Minogue    | Birdy              | Fedez              | Nessuno            | Nessuno            | Nessuno            | Nessuno           |
| 3          | 12 aprile 2014 | Gianni Morandi  | Elisa            | Francesco Renga    | Alessandra Amoroso | Giorgio Panariello | Giorgio Panariello | Giorgio Panariello | –                 |
| 4          | 19 aprile 2014 | Emma Marrone    | Emma Marrone     | Marco Mengoni      | Plácido Domingo    | Ezio Greggio       | Enzo Iacchetti     | Nessuno            | Nessuno           |
| 5          | 26 aprile 2014 | Gigi D'Alessio  | Umberto Tozzi    | Luca Carboni       | Giorgia            | Ezio Greggio       | Enzo Iacchetti     | Debora Villa       | –                 |
| 6          | 4 maggio 2014  | Ornella Vanoni  | Loredana Bertè   | Nek                | Antonello Venditti | Geppi Cucciari     | Geppi Cucciari     | Geppi Cucciari     | –                 |
| 7          | 10 maggio 2014 | Massimo Ranieri | Massimo Ranieri  | Mario Biondi       | Mario Biondi       | –                  | –                  | –                  | –                 |
| 8          | 17 maggio 2014 | Al Bano         | Al Bano          | Arisa              | Arisa              | –                  | –                  | –                  | –                 |
| Semifinale | 25 maggio 2014 | Annalisa        | Annalisa         | Cristiano De André | Cristiano De André | –                  | –                  | –                  | –                 |
| Finale     | 27 maggio 2014 | Elisa           | Elisa            | Alessandra Amoroso | Giorgia            | Giorgio Panariello | Giorgio Panariello | Giorgio Panariello | Fabrizio Nucifora |

## Commissione della Critica
Nell'ultima puntata è presente una commissione per assegnare tra i finalisti il premio della critica del valore di € 50.000. La commissione è composta da:
| Elisabetta Ambrosi  | Il Fatto Quotidiano     |
| Franco Zanetti      | Rockol                  |
| Massimo Bernardini  | Tv Talk                 |
| Antonella Nesi      | Adnkronos               |
| Paolo Giordano      | Il Giornale             |
| Maria Volpe         | Corriere della Sera     |
| Luca Dondoni        | La Stampa               |
| Marco Bucciantini   | l'Unità                 |
| Claudia Fascia      | ANSA                    |
| Stefano Mannucci    | Il Tempo                |
| Alessandra Menzani  | Libero                  |
| Elisabetta Esposito | La Gazzetta dello Sport |
| Andrea Conti        | TGcom24                 |

## Ascolti
| Puntata            | Registrazione      | Messa in onda  | Telespettatori | Share  |
| ------------------ | ------------------ | -------------- | -------------- | ------ |
| 1                  | 24 marzo 2014      | 29 marzo 2014  | 4 600 000      | 21,17% |
| 2                  | 31 marzo 2014      | 5 aprile 2014  | 4 652 000      | 20,84% |
| 3                  | 7 aprile 2014      | 12 aprile 2014 | 4 244 000      | 20,32% |
| 4                  | 14 aprile 2014     | 19 aprile 2014 | 4 223 000      | 19,80% |
| 5                  | 21 aprile 2014     | 26 aprile 2014 | 4 377 000      | 19,38% |
| 6                  | 28 aprile 2014     | 4 maggio 2014  | 4 886 000      | 21,95% |
| 7                  | 5 maggio 2014      | 10 maggio 2014 | 4 307 000      | 21,38% |
| 8                  | 12 maggio 2014     | 17 maggio 2014 | 5 129 000      | 26,52% |
| Semifinale         | 20 maggio 2014     | 25 maggio 2014 | 4 946 000      | 22,69% |
| Finale             | Diretta e televoto | 27 maggio 2014 | 5 294 000      | 24,62% |
| Media              | Media              | Media          | 4 662 000      | 21,87% |
| Il meglio di Amici | Il meglio di Amici | 7 giugno 2014  | 1 962 000      | 11,45% |

## L'interesse delle case discografiche
Anche durante quest'edizione è stata data la possibilità ad alcuni cantanti di firmare un contratto con alcune case discografiche per la realizzazione degli album d'esordio. In particolare si tratta di:
- Dear Jack con la Baraonda, di cui il 6 maggio è uscito l'album Domani è un altro film (prima parte), che debutta al 2º posto della classifica FIMI. La settimana successiva riescono ad aggiudicarsi il 1º posto nella medesima classifica ricevendo il doppio disco di platino per le oltre 100 000 copie vendute.
- Deborah Iurato con la Sony Music, di cui il 13 maggio è uscito l'EP Deborah Iurato, che debutta al 5º posto della classifica FIMI. Le due settimane successive raggiunge il 4º posto, per poi raggiungere il 2° ricevendo il disco di platino per le oltre 50 000 copie vendute.
- Giada Agasucci con la Sony Music, di cui il 3 giugno è uscito l'EP Da capo, che debutta all'8º posto della classifica FIMI. Dal 2014 fino al 2016 è sotto contratto con la Cantieri Sonori di Marco Canigiula con la quale ha pubblicato un secondo EP[11] La Foglia e il sole. Dal 2017 cambia casa discografica passando a 8PManagement, il passaggio sarà sancito dall'uscita del singolo Non lasciarmi andare[12].
- Denny La Home con la Newtopia, di cui il 20 maggio è uscito l'album Curriculum, che debutta al 6º posto della classifica FIMI.
- Paolo Macagnino con la Mi.Va, di cui il 20 maggio è uscito l'EP Universi paralleli, che debutta al 23º posto della classifica FIMI.
- i Carboidrati con K1 Records, di cui il 19 giugno è uscito l'EP Anche se qui, che debutta al 67º posto della classifica FIMI.
- Sara Mattei con Studio8 (adesso HOMIESLABEL), di cui è uscito l'EP Frammenti: Acoustic covers N.1.
- Nick Casciaro con K1 Records.
- Miriam Masala con Senza Dubbi, di cui l'11 ottobre è uscito l'EP Ancora un po'..., a cui hanno contribuito anche i Simons.